# Бенеден, Пьер Жозеф ван

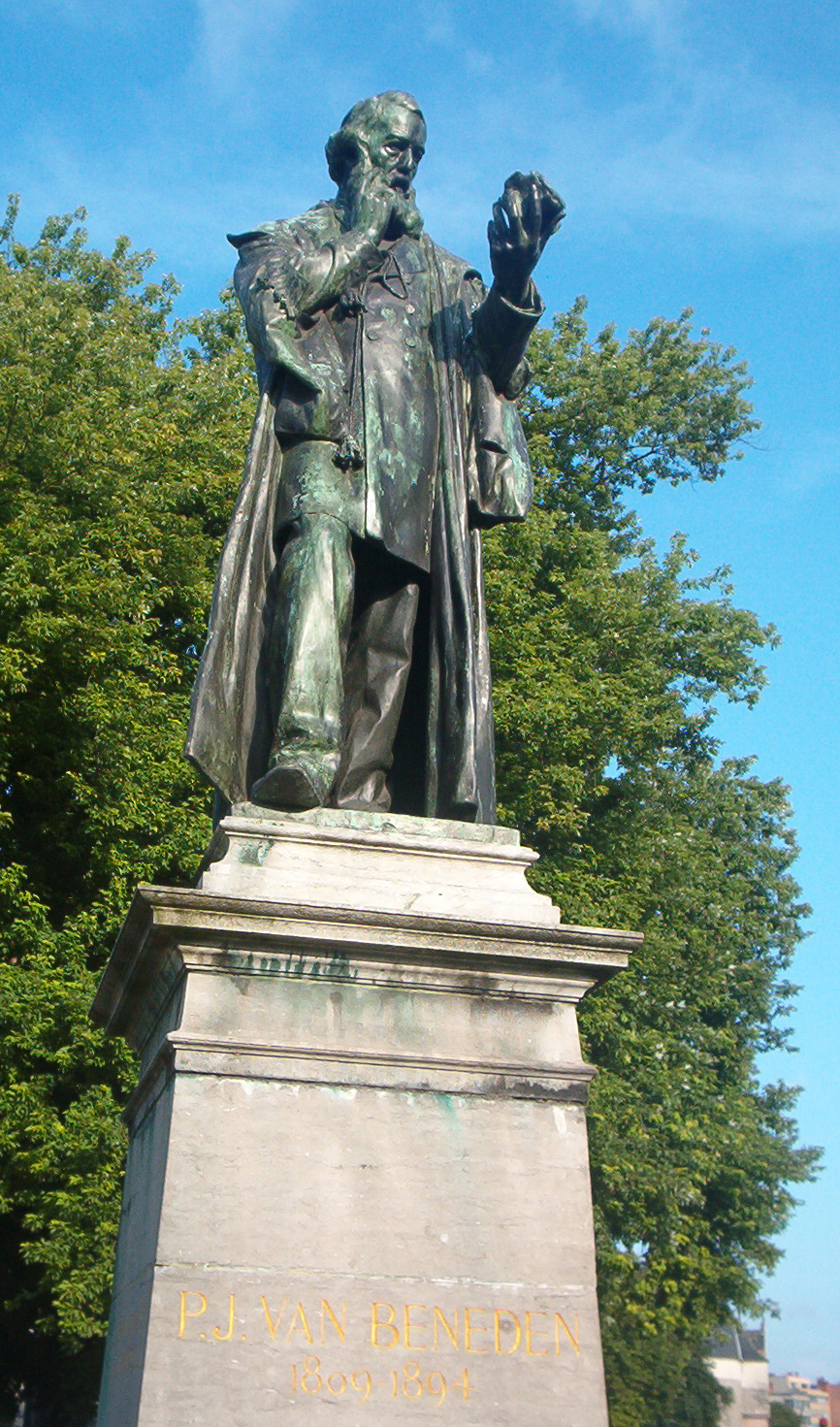
Памятник учёному в его родном городе

Пьер Жозеф ван Бене́ден (фр. Pierre-Joseph van Beneden; 19 декабря 1809, Мехелен — 8 января 1894, Лёвен) — бельгийский зоолог и палеонтолог. Сокращение фамилии Ван-Бенеден, употребляемое в различных трудах — Bened.
Член и президент (в 1881) Королевской академии наук и искусств Бельгии (фр. Académie royale des sciences, des lettres et des beaux-arts de Belgique), иностранный член-корреспондент Петербургской академии наук (1869), иностранный член Лондонского королевского общества (1875). 

## Биография
Пьер Жозеф ван Бенеден родился 19 декабря 1809 года в бельгийском городе Мехелен. Изучал медицину в университете Левена, а затем изучал зоологию в Париже под руководством Жоржа Леопольда Кювье (1769—1832).
В 1831 году был назначен консерватором (хранителем) при естественно-историческом музее в Лёвене.
С 1835 года профессор Гентского университета, в 1836 — профессор Лёвенского католического университета.
С 1842 года состоял действительным членом бельгийской Академии наук.
В 1858 году за свою работу «Mémoire sur les vers intéstinaux» (издана в Париже) получил от Парижской академии наук премию «Grand prix des sciences physiques». Этот труд был переведён Соколовым на русский язык под заглавием «О глистах, исследования Ван-Бенедена» (изд. Москва, 1861).
В 1860 году был директором научного отделения Бельгийской академии наук, а в 1881 году возглавлял Академию, занимая пост президента.
Пьер Жозеф ван Бенеден скончался 8 января 1894 года в Лёвене.
После смерти учёного, ему был поставлен памятник в его родном городе.
Его сын Эдуард также пошёл по стопам отца, и ему, как и родителю, также был установлен памятник в Бельгии.

## Научные труды
- «Earcices zootomiques» (Брюссель, 1839);
- «Études Embryogéniques» (Брюссель, 1841);
- «Recherches sur l’еmbryogénie des Sepioles» (Nouv. Mém. de l’Acad. de Brux. том XIV, 1841);
- «Recherches sur l’embryogenie, l’anatomie et la physiologie des Ascidies simples» (Nouv. Mém. de l’Acad. de Belg. т. XX, 1847);
- «Recherches sur Les Bryozoaires nuviatiles de Belgique», т. ж., т. XXI, 1848);
- «Recherches sur l’organisation et le développement des Linguatules», т. ж., т. XXIII 1849);
- «Recherches sur la faune littorale de Belgique» (т. ж., т. XXV, 1850);
- «Anatomie de comparée» (Брюссель, 1852—54);
- «Mémoire sur les vers intéstinaux» (Париж, 1858);
- «Zoologie médicale» (вместе с П. Жерве, 2 тома, Париж, 1859 года);
- «Iconographie des helminthes des vers parasites de l’homme, vers Cestaïdes» (Лувен, 1860);
- «La vie animale et ses mystères» (Брюссель, 1863);
- «Les fouilles au trou des Nutons de Furfooz» (Брюссель, 1865);
- «Ostéogrpahie des Cétates vivants et fossiles» (вместе с П. Жерве, Париж, 1868 и след.);
- «Le Commensalisme dans le regne animale» (Bull. de Acadlroy. de Belg, tom. 28, 1869 и tom. 29, 1870);
- «Les Chauves-Souris de l’époque du mammuth et de l’époque actuelle» (Лондон, 1871);
- «Les commensaux et les parasites dans le règne animal» (Paris : G. Baillière, 1875; Bibliothèque scientifique internationale).